# Hedysarum nikolai
Hedysarum nikolai är en ärtväxtart som beskrevs av S.S. Kovalevskaja. Hedysarum nikolai ingår i släktet buskväpplingar, och familjen ärtväxter. Inga underarter finns listade i Catalogue of Life.